# Sukhaia Buivolà
Sukhaia Buivolà (en rus: Сухая Буйвола) és un poble del krai de Stàvropol, a Rússia, que el 2017 tenia 3.298 habitants. Pertany al districte rural de Petrovski.